# علي أباد داور أباد (باقران)
علي أباد داور أباد (بالفارسية: علی‌آباد داورآباد) هي مستوطنة تقع في إيران في قسم باقران الريفي. يقدر عدد سكانها بـ 199 نسمة .